# 18 июня
18 июня — 169-й день года (170-й в високосные годы) по григорианскому календарю.
До конца года остаётся 196 дней.
До 15 октября 1582 года — 18 июня по юлианскому календарю, с 15 октября 1582 года — 18 июня по григорианскому календарю.
В XX и XXI веках соответствует 5 июня по юлианскому календарю.

## Праздники и памятные дни
См. также: Категория:Праздники 18 июня

### Общественные
- День устойчивой гастрономии[2]

### Национальные
- Азербайджан — День прав человека
- Бельгия — Память битвы при Ватерлоо в 1815
- Египет — День эвакуации. Совмещается с древнеегипетским праздником Нила
- Молдова — День историка[3]
- Россия — День службы военных сообщений ВС
- Сейшельские Острова — День конституции

### Религиозные
Православие
- память мучеников Маркиана, Никандра, Иперехия, Аполлона, Леонида, Ария, Горгия (Гордия), Селиния (Селиниаса), Ириния и Памвона (305—311)
- память священномученика Дорофея, епископа Тирского (ок. 362)
- память преподобного Анувия, пустынника Египетского (IV)[8]
- память преподобного Феодора чудотворца (ок. VI)[9]
- память преподобного Дорофея Палестинского, из обители аввы Серида (VI)
- празднование в честь Игоревской иконы Божией Матери (1147)
- перенесение мощей благоверного великого князя Игоря (во Святом Крещении Георгия) Черниговского и Киевского (1150)
- память блаженного Константина, митрополита Киевского и всея России, чудотворца (1159)
- память благоверного князя Феодора Ярославича (брата святого Александра Невского), Новгородского (1233)
- обре́тение мощей преподобных Вассиана и Ионы Пертоминских, Соловецких чудотворцев (1599)
- память священномученика Михаила Чистопольского (Вотякова), пресвитера (1931)
- память священномученика Николая Рюрикова, пресвитера (1943)

### Именины
- Католические: Альжбета, Марк.
- Православные: Аполлон, Арий, Василиса, Виктор, Галина, Дорофей, Игорь, Иона, Кондратий, Константин, Леонид, Маркиан, Ника, Никандр, Павел, Фёдор.

## События
См. также: Категория:События 18 июня

### До XIX века
- 618 — Ли Юань провозглашён императором из династии Тан[10][11].
- 1053 — римский папа Лев IX разбит и захвачен в плен норманнами в битве при Чивитате[12] (по другим данным, 15[13], 16[14] или 17[15] июня).
- 1178 — пятеро кентерберийских монахов увидели, что полумесяц на небе раскололся надвое, стал извиваться и из места раскола появилось пламя. Предполагают, что это могло быть атмосферное явление или пролёт метеора между ними и Луной[16][17].
- 1429 — битва при Пате, переломный момент Столетней войны.
- 1583 — первое страхование жизни. В Лондоне Ричард Мартин застраховал жизнь Уильяма Гиббсона на сумму 383 фунта.
- 1757 — битва при Колине. Сражение замечательно тем, что в нём было нанесено первое поражение Фридриху II, прославленному полководцу своего времени, в Семилетней войне.
- 1761 — в Российской империи учреждаются пенсии за службу.
- 1799 — русская армия Александра Суворова, совершая неожиданный переход через Альпы, разбивает французскую армию на реке Треббия (Северная Италия).

### XIX век
- 1807 — состоялось Арпачайское сражение между войском турецкого визиря Юсуфа-паши и Русской императорской армией.
- 1812 — США объявили войну Великобритании.
- 1815 — поражение армии Наполеона I в битве при Ватерлоо.
- 1817 — в Лондоне открыт мост Ватерлоо.
- 1837 — Испания приняла новую Конституцию.
- 1840 — 25-летняя жена Джузеппе Верди Маргерита Барецци умерла от энцефалита. Величайшая трагедия в жизни знаменитого впоследствии композитора была усугублена смертью их двоих детей в предыдущие полтора года.
- 1852 — вышел указ императора Николая I о создании отделения для умалишённых арестантов при исправительном доме.
- 1855 — русские войска в ходе обороны Севастополя отразили штурм Малахова кургана англо-французско-турецкими войсками.
- 1873 — американская суфражистка Сьюзен Энтони была оштрафована на 100 долларов за попытку проголосовать на президентских выборах в США в 1872 году. Как истинный борец, штрафа она так и не заплатила.
- 1881 — возобновление «Союза трёх императоров». Императоры Германии, Австрии и России подписали тайное соглашение, по которому члены союза обязывались не оказывать поддержки ни одному государству при его нападении на одного из членов союза.
- 1887 — издан так называемый циркуляр министра просвещения И. Делянова «О кухаркиных детях» (официальное название — «О сокращении гимназического образования»), которым был ограничен приём в средние учебные заведения. Циркуляр был представлен в форме доклада императору Александру III и носил рекомендательный характер.

### XX век
- 1903 — в Сан-Франциско был дан старт первому автопробегу через континент. Его участники спустя три месяца финишировали в Нью-Йорке.
- 1907 — в Лондоне встретились Джордж Бернард Шоу и Марк Твен.
- 1918 — в Новороссийской бухте под руководством Фёдора Раскольникова затоплен Черноморский флот, чтобы не отдавать его по условиям Брестского мира.
- 1932 — Социалистическая республика Чили прекратила своё существование.
- 1934 — в Англии правительство призвало граждан пользоваться пешеходными переходами при пересечении дороги.
- 1937 — начался беспосадочный перелёт Москва — Северный полюс — Ванкувер (экипаж Валерий Чкалов, Георгий Байдуков, Александр Беляков)
- 1939
  - В Каневе на могиле Тараса Шевченко открыт памятник.
  - В СССР из эмиграции вернулась поэтесса Марина Цветаева.
- 1940 — Воззвание Шарля де Голля из Лондона (на волнах BBC) к Сопротивлению.
- 1942 — Бой в соборе Святых Кирилла и Мефодия — вооружённая стычка между семью чехословацкими диверсантами и восемью сотнями гестаповцев и эсэсовцев. Все чехи были уничтожены в ходе этого сражения.
- 1945
  - В Ленинграде вышел на маршрут первый после блокады троллейбус.
  - Французский авиаполк «Нормандия — Неман» вылетел из СССР во Францию на подаренных советским правительством самолётах.
- 1946 — провозглашение Италии республикой.
- 1953
  - Египет объявлен республикой, а Мухаммед Нагиб — президентом, низложен малолетний король Фуад II.
  - первая авиакатастрофа с более чем 100 погибшими. В Татикаве (Япония) разбился американский военный C-124. Погибли 129 человек.
- 1955 — вышел первый номер журнала «Юность» (редактор Валентин Катаев).
- 1956 — в советских вузах в качестве обязательных дисциплин введены диалектический материализм и история КПСС.
- 1959
  - Впервые передана телевизионная передача из Англии в США.
  - Запуск ракеты-носителя «Восток-Л» с советской автоматической станцией «Луна-2А».
- 1960 — вышел первый номер еженедельника «За рубежом».
- 1972 — катастрофа самолёта «Трайдент» под Лондоном. Погибли 118 человек.
- 1975 — в Эр-Рияде за убийство короля казнён Фейсал ибн Мусаид Аль Сауд.
- 1979 — СССР и США подписали договор об ограничении стратегических вооружений ОСВ-2.
- 1986 — над Большим каньоном (США) столкнулись самолёт DHC-6 Twin Otter и вертолёт Bell 206. Погибли 25 человек.
- 1995 — в программе Первого канала «Один на один» с Александром Любимовым Владимир Жириновский во время дебатов облил Бориса Немцова апельсиновым соком. Этот факт вошёл в историю российского телевидения, его до сих пор часто повторяют.
- 1997
  - Верховный суд России отказал бывшему руководителю Службы безопасности президента Александру Коржакову в удовлетворении иска о защите чести и достоинства к президенту Ельцину. Генерал-лейтенант Коржаков усмотрел порочащие его сведения в президентском распоряжении об освобождении его от должности и увольнении с военной службы.
  - Эрмитаж и IBM объявили о совместном проекте создания Библиотеки оцифрованных изображений и развития страниц Эрмитажа в Интернете.
- 1998 — при аварийной посадке в аэропорту Монреаль-Мирабель потерпел крушение самолёт Swearingen SA226-TC Metro II чартерной авиакомпании Propair, погибли 11 человек.
- 1999 — всемирный Карнавал против капитализма, приуроченный к 25-му саммиту G8 в Кёльне.

### XXI век
- 2006 — запуск первого казахстанского геостационарного спутника «Казсат» с космодрома Байконур.
- 2015 — попытка начать строительство храма превратила московский парк «Торфянка» в арену противостояния противников и сторонников строительства, которое привлекло личное внимание патриарха Кирилла.
- 2016 — Гибель 14 школьников на Сямозере (Карелия).
- 2023 — крушение батискафа «Титан» в Атлантическом океане.

## Родились
См. также: Категория:Родившиеся 18 июня

### До XIX века
- 1332 — Иоанн V Палеолог (ум. 1391), византийский император (1341—1376, 1379—1390 и 1391).
- 1466 — Оттавиано Петруччи (ум. 1539), итальянский печатник и типограф, нотоиздатель.
- 1511 — Бартоломео Амманати (ум. 1592), флорентийский скульптор и архитектор, выдающийся мастер эпохи маньеризма.
- 1517 — император Огимати (ум. 1593), 106-й император Японии (1557—1586).
- 1521 — Мария Португальская (ум. 1577), герцогиня Визеу, дочь короля Португалии Мануэла I.
- 1552 — Габриэлло Кьябрера (ум. 1638), итальянский поэт.
- 1681 — Феофан Прокопович (ум. 1736), русский государственный и церковный деятель, писатель и поэт.
- 1716 — Жозеф-Мари Вьен (ум. 1809), французский живописец и педагог.
- 1757 — Игнац Плейель (ум. 1831), французский композитор и музыкальный издатель австрийского происхождения.
- 1793 — князь Александр Долгоруков (ум. 1868), русский поэт и прозаик, участник Бородинской битвы.
- 1799 — Уильям Ласселл (ум. 1880), британский астроном, член Лондонского королевского общества.

### XIX век
- 1812 — Иван Гончаров (ум. 1891), русский писатель, автор романов «Обломов», «Обрыв», «Обыкновенная история» и др.
- 1818 — Николай Милютин (ум. 1872), русский государственный деятель, один из разработчиков Крестьянской реформы 1861 г.
- 1845 — Шарль Луи Альфонс Лаверан (ум. 1922), французский физиолог, лауреат Нобелевской премии (1907).
- 1849 — Эммануэль Райхер[нем.] (ум. 1924), немецкий актёр, основатель Высшей школы драматического искусства в Берлине.
- 1857 — Артур Хоффман (ум. 1927), швейцарский государственный деятель, президент Швейцарии (1914).
- 1868 — Миклош Хорти (ум. 1957), венгерский адмирал, правитель Венгрии (1920—1944).
- 1874 — Иван Москвин (ум. 1946), актёр театра и кино, театральный режиссёр, директор МХАТа, народный артист СССР.
- 1874 — Владимир Образцов (ум. 1949), советский учёный в области транспорта, академик АН СССР.
- 1877 — Джеймс Монтгомери Флэгг (ум. 1960), американский художник, автор плаката с дядей Сэмом «I Want You».
- 1882 — Георгий Димитров (ум. 1949), болгарский революционер-коммунист, руководитель Коминтерна (1935—1943).
- 1884 — Эдуар Даладье (ум. 1970), французский политик, премьер-министр Франции (1933, 1934, 1938—1940).
- 1886 — Джордж Мэллори (погиб в 1924), английский альпинист.

### XX век
- 1901 — Анастасия Николаевна (убита в 1918), великая княжна, четвёртая дочь российского императора Николая II и императрицы Александры Фёдоровны.
- 1902 — Борис Барнет (ум. 1965), кинорежиссёр, актёр, сценарист, заслуженный артист РСФСР.
- 1903 — Джанет Макдональд (ум. 1965), американская актриса и певица.
- 1905 — Леонид Лавровский (ум. 1967), артист балета, балетмейстер, хореограф, педагог, народный артист СССР.
- 1907
  - Игорь Петрянов-Соколов (ум. 1996), советский физикохимик, академик, Герой Социалистического Труда.
  - Варлам Шаламов (ум. 1982), русский прозаик и поэт, создатель знаменитого литературного цикла о советских лагерях.
  - Фритьоф Шуон (ум. 1998), швейцарский философ-метафизик, суфийский шейх, художник и поэт.
- 1913 — Сэмми Кан (ум. 1993), американский поэт, музыкант, автор песен.
- 1914 — Се Тянь (наст. имя Се Хункунь; ум. 2003), актёр и режиссёр, один из основоположников китайского кино.
- 1917 — Ульрих Грелинг[нем.] (ум. 1977), немецкий скрипач, концертмейстер Берлинского филармонического оркестра.
- 1918 — Франко Модильяни (ум. 2003), американский экономист, лауреат Нобелевской премии (1985).
- 1919 — Юри Ярвет (ум. 1995), эстонский советский актёр театра и кино, театральный режиссёр, народный артист СССР.
- 1923 — Виталий Гольданский (ум. 2001), советский и российский физикохимик и общественный деятель, академик РАН.
- 1926 — Аллан Сэндидж (ум. 2010), американский астроном, первым открывший квазар.
- 1929
  - Индулис Зариньш (ум. 1997), латвийский художник, академик АХ СССР, народный художник СССР.
  - Юрий Томин (ум. 1997), русский советский писатель и драматург, автор книг для детей.
  - Юрген Хабермас, немецкий философ и социолог.
- 1931 — Фернанду Энрике Кардозу, бразильский социолог, государственный деятель, президент Бразилии (1995—2003).
- 1932 — Дадли Хершбах, американский химик, лауреат Нобелевской премии (1986).
- 1933 — Николай Леонов (ум. 1999), русский советский писатель, популярный мастер детективного жанра.
- 1934 — Вадим Дербенёв (ум. 2016), советский и российский кинооператор, режиссёр и сценарист.
- 1935 — Юрий Соломин (ум. 2024), актёр и режиссёр театра и кино, педагог, народный артист СССР.
- 1936
  - Виктор Лану (ум. 2017), французский актёр театра, кино и телевидения.
  - Денни Халм (ум. 1992), новозеландский автогонщик, чемпион мира в классе «Формула-1» (1967).
  - Николай Шмелёв (ум. 2014), советский и российский экономист, академик РАН, писатель.
- 1937
  - Виталий Жолобов, советский космонавт и украинский политик, Герой Советского Союза (1976).
  - Гурам Костава (ум. 2024), советский фехтовальщик, двукратный бронзовый призёр Олимпийских игр (1960 и 1964), двукратный чемпион мира (1961 и 1967). Заслуженный мастер спорта СССР (1965).
- 1941 — Валентина Малявина (ум. 2021), советская и российская актриса театра и кино, заслуженная артистка РФ.
- 1942
  - Пол Маккартни, британский певец, музыкант, композитор, участник групп The Beatles, Wings.
  - Табо Мбеки, президент ЮАР (1999—2008).
  - Роджер Эберт (ум. 2013), американский кинокритик и телеведущий.
- 1943 — Рафаэлла Карра (наст. имя Рафаэлла Мария Роберта Пеллони; ум. 2021), итальянская актриса, певица и телеведущая.
- 1946 — Фабио Капелло, итальянский футболист и тренер.
- 1947 — Бернар Жиродо (ум. 2010), французский актёр, писатель, кинорежиссёр и сценарист.
- 1949
  - Лех Качиньский (погиб в 2010), 8-й президент Польши (2005—2010).
  - Ярослав Качиньский, премьер-министр Польши (2006—2007), брат-близнец Леха Качиньского.
- 1950
  - Евгений Витковский, российский писатель-фантаст, литературовед, переводчик.
  - Александр Соловьёв, российский государственный деятель, глава Удмуртской Республики (2014—2017).
  - Аннели Эрхардт (ум. 2024), восточногерманская (ГДР) легкоатлетка, барьеристка, чемпионка Олимпийских игр (1972), чемпионка Европы (1974).
- 1951 — Дьюла Сакс (ум. 2014), венгерский шахматист, международный гроссмейстер.
- 1952
  - Кэрол Кейн, американская актриса, обладательница двух премий «Эмми».
  - Изабелла Росселлини, итальянская киноактриса и модель.
- 1956 — Валентина Лутаева (ум. 2023), советская гандболистка, олимпийская чемпионка (1980).
- 1957
  - Мигель Анхель Лотина, испанский футболист и тренер.
  - Андреа Эванс, американская актриса кино и телевидения.
- 1959 — Сергей Степанченко, советский и российский актёр театра и кино, кинорежиссёр, народный артист РФ.
- 1961 — Игорь Золотовицкий, советский и российский актёр театра и кино, педагог, народный артист РФ.
- 1963
  - Румен Радев, болгарский военный и государственный деятель, 5-й президент Болгарии (с 2017).
  - Диззи Рид (наст. имя Даррен Артур Рид), американский рок-музыкант, клавишник группы Guns N’ Roses.
- 1964 — Удей Хусейн (убит в 2003), иракский государственный и военный деятель, старший сын Саддама Хусейна.
- 1965 — Ким Диккенс, американская актриса кино и телевидения.
- 1966
  - Курт Браунинг, канадский фигурист, хореограф, 4-кратный чемпион мира в одиночном катании.
  - Катрин Флёри-Вашон, французская дзюдоистка, олимпийская чемпионка (1992), чемпионка мира и Европы.
- 1972 — Владимир Милов, российский политик-оппозиционер, общественный деятель, с 2018 — член партии «Россия будущего».
- 1973
  - Жюли Депардьё, французская актриса кино и телевидения, дочь актёра Жерара Депардьё.
  - Александра Майснитцер, австрийская горнолыжница, двукратная чемпионка мира (1999).
- 1974 — Сергей Шариков (погиб в 2015), российский фехтовальщик-саблист, двукратный олимпийский чемпион (1996, 2000), 3-кратный чемпион мира, 5-кратный чемпион Европы.
- 1975 — Мартен Сен-Луи, канадский хоккеист, обладатель Кубка Стэнли, олимпийский чемпион (2014).
- 1976 — Максим Галкин, российский артист эстрады, пародист, телеведущий, певец.
- 1978 — Ван Лицинь, китайский игрок в настольный теннис, двукратный олимпийский чемпион, 11-кратный чемпион мира.
- 1980 — Антеро Нииттимяки, финский хоккеист, вратарь, призёр Олимпийских игр и чемпионата мира.
- 1985 — Алекс Хирш, американский художник-аниматор, продюсер, актёр озвучивания, создатель мультсериала «Гравити Фолз».
- 1986
  - Ришар Гаске, французский теннисист, бывшая седьмая ракетка мира.
  - Миган Рат, канадская актриса кино и телевидения.
- 1989
  - Пьер-Эмерик Обамеянг, габонский футболист, лучший футболист года в Африке (2015).
  - Анна Файт, австрийская горнолыжница, олимпийская чемпионка (2014), 3-кратная чемпионка мира.
- 1990 
  - Сандра Избаша, румынская гимнастка, двукратная олимпийская чемпионка (2008, 2012), 7-кратная чемпионка Европы.
  - Кристиан Тейлор, американский легкоатлет, 2-кратный олимпийский чемпион в тройном прыжке, 4-кратный чемпион мира.
- 1991
  - Анна Свенн-Ларссон, шведская горнолыжница, призёр чемпионатов мира.
  - Уилла Холланд, американская актриса кино, телевидения и озвучивания.
- 1994 — Takeoff (наст имя. Кершник Кари Болл), американский рэп-исполнитель.
- 1999 — Trippie Redd (наст. имя Майкл Ламар Уайт IV),

### XXI век
- 2003 — Алиреза. Фирузджа, французский, ранее иранский шахматист, гроссмейстер.

## Скончались
См. также: Категория:Умершие 18 июня

### До XX века
- 1037 — ибн Сина (полное имя Абу Али Хусейн ибн Абдаллах ибн Сина; р.980), иранский философ, поэт, врач и музыкант.
- 1799 — Иоганн Андре (р. 1741), немецкий композитор и музыкальный издатель, отец Иоганна Антона Андре.
- 1835 — Уильям Коббет (р. 1763), английский публицист и историк.
- 1860 — Фридрих Вильгельм фон Бисмарк (р. 1783), вюртембергский генерал и дипломат, а также военный писатель.

### XX век
- 1902 — Сэмюэл Батлер (р. 1835), писатель, переводчик и художник, классик английской литературы.
- 1922 — Якобус Каптейн (р. 1851), нидерландский астроном, доказавший теорию вращения галактик.
- 1924 — Эдуардо Асеведо Диас (р. 1851), уругвайский писатель, журналист и политик.
- 1928 — Руаль Амундсен (р. 1872), норвежский полярный исследователь, путешественник и первооткрыватель.
- 1936 — Максим Горький (р. 1868), русский советский писатель.
- 1941 — Донат Макиёнок (р. 1890), российский лётчик-ас, участник Первой мировой войны.
- 1946 — Георгий Васильев (р. 1899), советский кинорежиссёр, сценарист и актёр.
- 1947 — Джон Генри Паттерсон (р. 1867), англо-ирландский военный, охотник, писатель.
- 1952 — Ефим Боголюбов (р. 1889), украинско-германский шахматист.
- 1957 — Витольд Бялыницкий-Бируля (р. 1872), белорусский живописец-пейзажист, народный художник БССР и РСФСР.
- 1959 — Этель Бэрримор (р. 1879), американская актриса, обладательница «Оскара».
- 1962 — Алексей Антонов (р. 1896), советский военный деятель, в 1945—1946 гг. начальник Генштаба Вооружённых Сил СССР.
- 1963
  - покончил с собой Педро Армендарис (р. 1912), мексиканский киноактёр.
  - Борис Королёв (р. 1885), советский скульптор-монументалист, педагог и общественный деятель.
- 1964
  - Александр Мелик-Пашаев (р. 1905), главный дирижёр Большого театра (1953—1962), народный артист СССР.
  - Джорджо Моранди (р. 1890), итальянский живописец, гравёр, скульптор и график.
- 1966 — Герман Галынин (р. 1922), советский композитор.
- 1969 — Дмитрий Орлов (р. 1903), актёр театра и кино, режиссёр, народный артист Белорусской ССР.
- 1971 — Пауль Каррер (р. 1889), швейцарский химик.
- 1973 — Фриц Малер (р. 1901), немецкий композитор и дирижёр.
- 1974 — Георгий Жуков (р. 1896), маршал Советского Союза, четырежды Герой Советского Союза.
- 1981 — Виктор Иванов (р. 1909), украинский советский кинорежиссёр и сценарист.
- 1982 — Джон Чивер (р. 1912), американский писатель.
- 1987 — Георгий Нисский (р. 1903), советский живописец, академик АХ СССР.
- 1992
  - Мордехай Ардон (р. 1896), израильский художник.
  - Виктор Шульгин (р. 1921), советский актёр театра и кино.
- 1997 — Лев Копелев (р. 1912), советский критик и литературовед, диссидент, правозащитник.

### XXI век
- 2007 — Наум Дымарский (р. 1921), советский и российский спортивный журналист и функционер.
- 2008 — Жан Деланнуа (р. 1908), французский актёр, кинорежиссёр, сценарист и продюсер.
- 2010 — Жозе Сарамаго (р. 1922), португальский прозаик, поэт, драматург и переводчик, лауреат Нобелевской премии (1998).
- 2011 — Елена Боннэр (р. 1923), советский и российский общественный деятель, правозащитник, вдова А. Д. Сахарова.
- 2014
  - Владимир Поповкин (р. 1957), российский военный и государственный деятель, генерал армии.
  - Хорас Сильвер (р. 1928), американский джазовый пианист и композитор.
- 2018
  - убит Джасей Дуэйн Рикардо Онфрой (псевд. XXXTentacion; р. 1998), американский певец, рэпер, автор песен, музыкант.
  - Михаил Рожков (р. 1918), советский и российский балалаечник-виртуоз, народный артист РФ.
- 2024
  - Константин Куксин (р. 1977), российский этнограф, географ, путешественник, писатель и поэт, основатель «Музея кочевой культуры» в Москве, инициатор строительства первого действующего буддийского храма-дугана в Москве. Член союза писателей города Москвы. Член Русского Географического общества.
  - Уилли Мейс (р. 1931), американский профессиональный бейсболист, включён в бейсбольный Зал славы (1979).
  - Анук Эме (наст.имя Франсуаза Жюдит Сорья Дрейфус) (р. 1932), французская актриса. Обладательница премий «Золотой глобус».
- 2025 — Наталья Тенякова (по паспорту Юрская; р. 1944), советская и российская актриса театра, кино, озвучивания и дубляжа. Народная артистка Российской Федерации (1994).

## Приметы
Дорофей / День Волхва-Дорофея / «Розыгры» (белорус.) / Воробьиные ночи
- Если день на Дорофея ясный и тёплый — зерно будет крупное.
- Начинаются самые короткие ночи в году[18] — воробьиные.
- На утренней зорьке наблюдали за ветрами.
- Льны Олене, огурцы — Константину.
- Если в Константинов день на огурцах много пустоцвета, хозяйке нужно найти где-нибудь старый лапоть, приволочь его ногою в свой огород и забросить в огурцы, приговаривая: «Как густо сей лапоть плёлся, так чтобы и огурцы мои плелись».
- Если выполоть сорняки в первой половине этого дня, они больше не вырастут. То же касается волос на теле, удалённых с корнем.